# Taenaris dubia
Taenaris dubia är en fjärilsart som beskrevs av Jacob Hübner. Taenaris dubia ingår i släktet Taenaris och familjen praktfjärilar. Inga underarter finns listade i Catalogue of Life.